# Koror

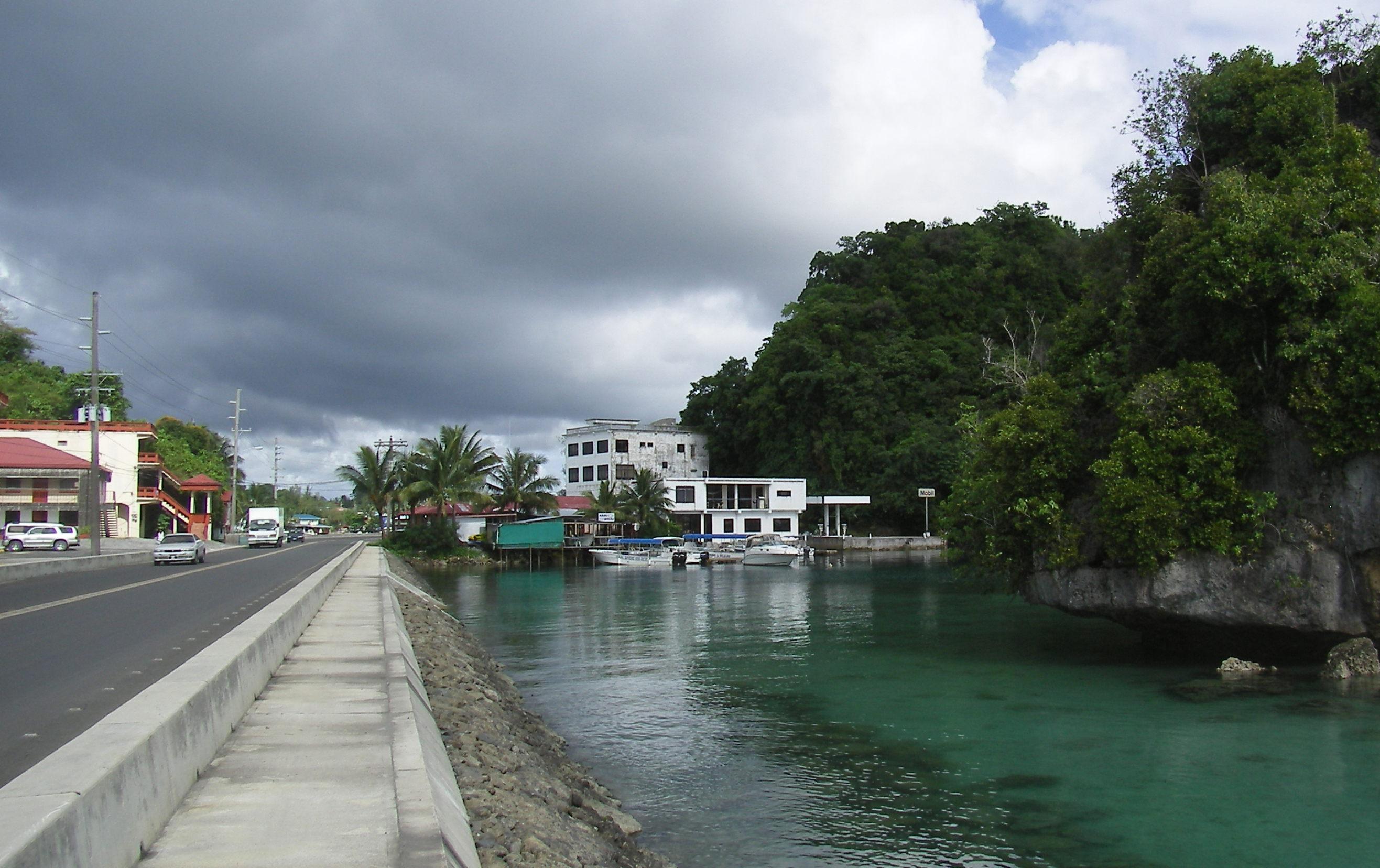
Quang cảnh thời tiết đặc trưng tại Koror.

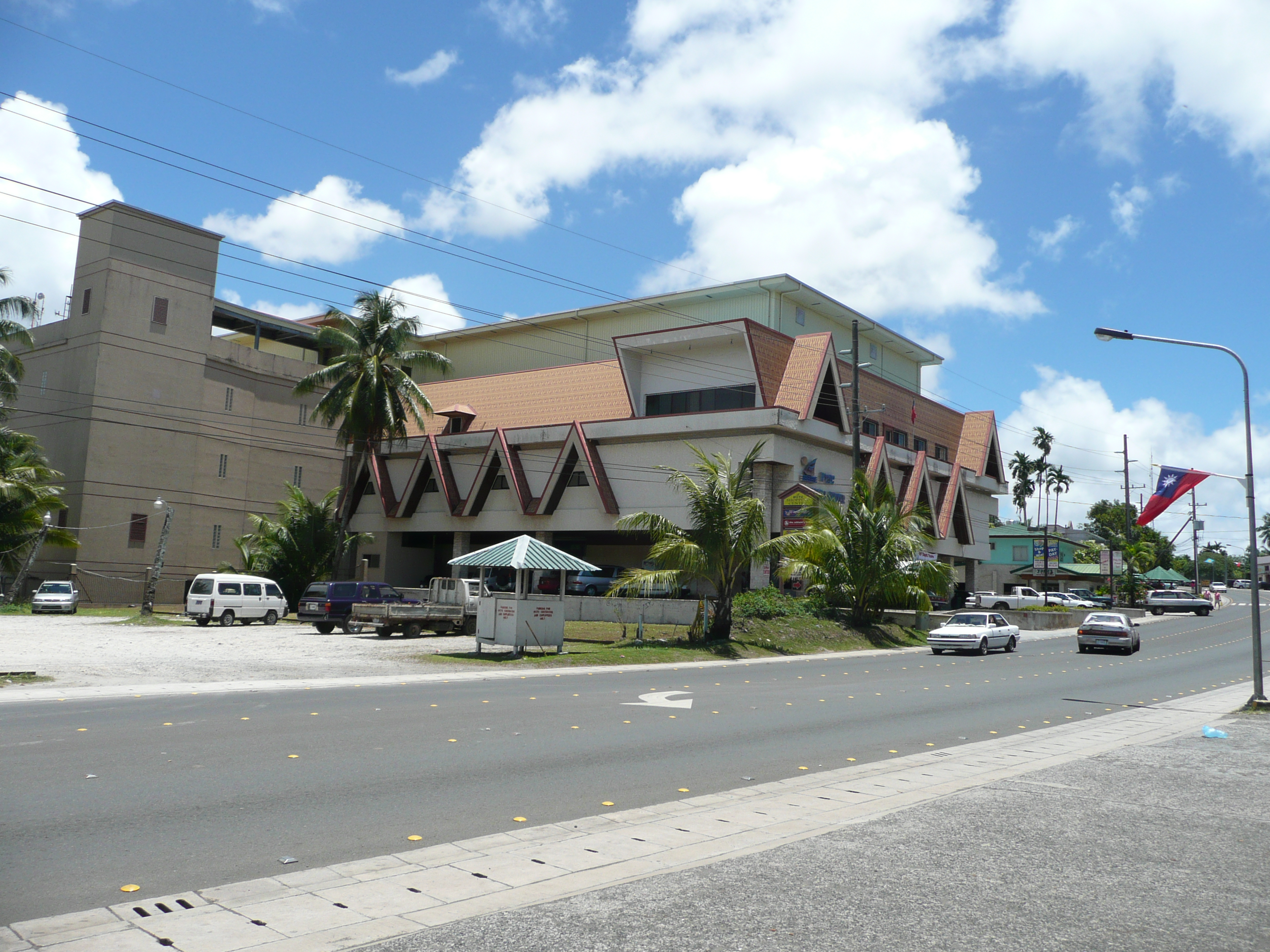
Trung tâm mua sắm WCTC

Koror là bang chính của quốc đảo Cộng hòa Palau.  Bang bao gồm một số hòn đảo, trong đó nổi bật là đảo Koror (cũng được gọi là Đảo Oreor).
Bang Koror (dân số 14.000 tính đến  năm 2004) chiếm 70% dân số cả nước,là bang đông dân nhất của Palau.  Thủ đô cũ và thị trấn lớn nhất nước là Koror cũng nằm tại bang này.  Thị trấn có dân số là 11.200 và có tọa độ 7°21′38″B 134°28′45″Đ / 7,36056°B 134,47917°Đ.  Lưu trữ ngày 23 tháng 8 năm 2012 tại Wayback Machine  Ngày 7 tháng 10 năm 2006, Ngerulmud thay thế Koror để trở thành thủ đô của Palau.
Đảo Koror có cầu vượt biển nối với hai đảo:
- Đảo Ngerekebesang, có thị trấn lớn thứ hai Palau là Meyuns, dân số 1.200.
- Đảo Malakal, có cảng Koror

Đảo Koror cũng có Cầu Koror-Babeldaob kết nối với bang Airai trên đảo Babeldaob, nơi có Sân bay quốc tế Palau.
Bang Koror có 11 làng nhỏ là
- Ngermid
- Ngerkeseuaol
- Ngerchemai
- Iyebukel
- Idid
- Meketii
- Dngeronger
- Ikelau
- Medalaii
- Ngerbeched
- Ngerkebesang

Koror từng là thủ phủ của  Lãnh thổ ủy trị Nam Thái Bình Dương do Đế quốc Nhật Bản quản lý trong giai đoan 1919-1947